# サイイド・アブドゥッラー・ヌーリー
サイイド・アブドゥッラー・ヌーリー（アラビア語 سید عبدالله نوری、英語 Sayid Abdulloh Nuri、タジク語 Сайид Абдуллоҳи Нурӣ、1947年3月15日 - 2006年8月9日）は、タジキスタン共和国の政治家。タジキスタン・イスラム復興党の党首であり、タジキスタン内戦中は、タジク野党連合（UTO）を率いた。
ロシア式の名でアブドゥッロ・サイドフ(ロシア語: Абдулло Саидов)とも呼ばれている。

## 経歴
ヌーリーはラシュト渓谷にあるサングヴォルスキー地区（現タヴィルダラ地区）オシュチエン村で、8人兄弟の4男として生まれた。
父のヌルディン・サイイドフ（1900年 - 1982年）は、アルガンクリ村会議の議長であり、息子達をシャリーアに従い教育した。母方は、ヴァフエ峡谷のホキム（知事）も出したことがあるブハラの名門である。
当初、父から教育を受け、ドゥシャンベの地下宗教学校で学んだ。並行して、1964年に普通教育学校を卒業した。

### 反ソ・イスラム活動
- 1973年 - イスラム教の違法宣伝により最初の逮捕
- 1974年 - 違法のイスラム青年組織「ナフザチ・イスロミ」（Nahzat-i Islomi、タジク語で「イスラム復興」の意）の組織者（精神的指導者は、コリ・ムハマジョン・ルスタモフ）の1人となる。
- 1975年 - 大衆集会を開き始める。
- 1983年 - ソ連国家保安委員会（KGB）により呼び出され、イスラム再編の試み、国外のラジオの聴取、イランとの無線連絡の嫌疑で起訴。警告を受け、当局の監視下に置かれた。以後、地区間機材棚卸局で技師として働く。
- 1986年7月 - 40人の組織構成員と共に逮捕。信奉者の大規模デモが発生し、釈放された。
- 1986年8月 - 麻薬不法所持により再逮捕[注釈 1]。
- 1987年 - 矯正労働1年半を言い渡され、コムソモリスク・ナ・アムーレの第11矯正労働所に服役。
- 1987年12月 - 収容所外での監視下に置かれる。
- 1988年2月 - 釈放
- 1988年～1992年 - タジキスタン・カジアト（Тоҷикистон Казиато，アラビア文字転写：طاجيكستان كازياتو）の中央機関紙「ミンバリ・イスロム」（イスラム演壇）の編集長

### イスラム復興党
1993年1月（または3月）、タジキスタン・イスラム復興党党首に選出。アフガニスタンのタルカン市に移住し、タジク野党連合（UTO）を結成する。
1997年6月27日、タジキスタン共和国大統領エモマリ・ラフモンと和平協定に調印し、タジキスタン内戦を終結させた。同年7月、国家和平委員会議長。2000年3月、仕事を終えたとして、同委員会解散。
2006年8月9日、癌により、ドゥシャンベで病没。

## 人物
妻帯、8児を有する。